# Thomas Gardner
Thomas Earl Gardner (Portland, Oregón, 8 de febrero de 1985) es un exjugador de baloncesto estadounidense que disputó dos temporadas en la NBA, además de jugar en diversas ligas de otros países. Mide 1,96 metros de altura y jugaba en la posición de escolta.

## Trayectoria deportiva

### Universidad
Jugó durante 3 temporadas con los Tigers de la Universidad de Misuri. En su primera temporada promedió 6,1 puntos y 2,1 rebotes por partido, logrando su mejor registro anotador ante UNLV, consiguiendo 20 puntos. Al año siguiente ya fue el segundo máximo anotador de su equipo, promediando 10,4 puntos por partido.
Su mejor temporada fue la última que disputó con los Tigers, liderando al equipo en anotación, con 19,7 puntos por partido, segundo en la Big 12 Conference, y comandando la conferencia en triples anotados por partido, con 3,3. Su mejor partido lo disputó ante Kansas, consiguiendo 40 puntos con 7 de 14 en triples. Fue incluido en el tercer mejor equipo de la conferencia.

#### Estadísticas
| Temporada | P  | PT | TCC | TCI | %TC  | TLC | TLC | %TL  | 3PC | 3PI | %T3  | REB | ASIS | ROB | TAP | PTS  | MEDIA |
| 2003-04   | 28 | 16 | 57  | 153 | .373 | 26  | 29  | .897 | 32  | 99  | .323 | 58  | 24   | 14  | 2   | 172  | 6.40  |
| 2004-05   | 33 | 13 | 121 | 333 | .363 | 49  | 59  | .831 | 53  | 196 | .270 | 87  | 66   | 22  | 1   | 344  | 10.4  |
| 2005-06   | 28 | 28 | 186 | 434 | .429 | 85  | 118 | .720 | 94  | 237 | .397 | 90  | 45   | 27  | 0   | 551  | 19.7  |
| Total     | 89 | 57 | 364 | 920 | .393 | 160 | 206 | .777 | 179 | 532 | .336 | 235 | 135  | 63  | 3   | 1067 | 12.0  |

### Profesional
Tras no ser elegido en el Draft de la NBA de 2006, decidió ir a jugar a Bélgica, al Verviers-Pepinster, donde promedió 12,2 puntos, 2,2 rebotes y 1,3 asistencias por partido.
En noviembre de 2007 ficha por los Chicago Bulls, pero juega únicamente 4 partidos, promediando 5,3 puntos en 11,3 minutos de juego por partido, siendo posteriormente despedido para hacer hueco en la plantilla a Demetris Nichols.
En el verano de 2008 disputa la Rocky Mountain Revue, una de las ligas de verano de la NBA en la que promedia 16,3 puntos, 2,5 rebotes y 1,5 asistencias, convenciendo al cuerpo técnico de los Hawks y fichándolo para la temporada 2008-09.

#### Estadísticas

##### Temporada regular
| Año     | Equipo  | PJ | PT | MPP  | %TC  | %3P  | %TL  | RPP | APP | ROB | TPP | PPP |
| ------- | ------- | -- | -- | ---- | ---- | ---- | ---- | --- | --- | --- | --- | --- |
| 2007–08 | Chicago | 4  | 0  | 11.3 | .391 | .250 | .000 | 1.0 | .3  | .0  | .0  | 5.3 |
| 2008–09 | Atlanta | 16 | 0  | 6.1  | .250 | .174 | .500 | .4  | .1  | .2  | .1  | 1.5 |
| Total   |         | 20 | 0  | 7.1  | .305 | .200 | .333 | .6  | .2  | .2  | .0  | 2.3 |